# Žirovnica (gmina Idrija)
Žirovnica – wieś w Słowenii, w gminie Idrija. W 2018 roku liczyła 23 mieszkańców.